# Glavatsi
Glavatsi (bulgariska: Главаци) är ett distrikt i Bulgarien.   Det ligger i kommunen Obsjtina Krivodol och regionen Vratsa, i den västra delen av landet, 70 km norr om huvudstaden Sofia.
Omgivningarna runt Glavatsi är en mosaik av jordbruksmark och naturlig växtlighet. Runt Glavatsi är det ganska glesbefolkat, med 48 invånare per kvadratkilometer.